# Парфирьевка
Парфирьевка —хутор в Тюльганском районе Оренбургской области в составе Благодарновского сельсовета. 

## География
Находится на расстоянии примерно 28 километров по прямой на запад-юго-запад от районного центра поселка  Тюльган.

## Население
Население составляло 4 человека в 2002 году (казахи 100%),  3 по переписи 2010 года.